# Красный (приток Тересвы)
 Красный (укр. Красний; также — Красношора, Красная, укр. Красношора, Красна) — река в Украинских Карпатах, на территории Тячевского района Закарпатской области Украины. Правый приток Тересвы (бассейн Тисы).

## Описание
Длина реки 13 км, площадь бассейна 50,7 км². Уклон реки 68 м/км. Река типично горная. Долина узкая и глубокая, залесена (кроме низовья). Русло слабоизвилистое, порожистое.

## Расположение
Красный берёт начало на северо-запад от села Красная, при южных склонах горы Климова (массив Красная). Течёт сначала на юг, в среднем и нижнем течении — на юго-восток. Впадает в Тересву рядом с южной частью села Красная.